# Vielleicht geschieht ein Wunder
Vielleicht geschieht ein Wunder – utwór austriackiej piosenkarki Carmeli Corren napisany przez Petera Wehle’a i Erwina Halletza, nagrany i wydany w 1963 roku. 
Utwór reprezentował Austrię podczas finału 8. Konkursu Piosenki Eurowizji organizowanego w Londynie w 1963 roku. 23 marca Augustin zaprezentowała piosenkę w jako przedostatnia, dziewiąta w kolejności i ostatecznie zajęła siódme miejsce z 16 punktami na koncie. Dyrygentem orkiestry podczas występu wokalisty był Halletz, kompozytor numeru.